# Махаринці (Хмільницький район)
Махари́нці — село в Україні, у Козятинській громаді Хмільницького району Вінницької області.

## Назва
7 червня 1946 р. село Волоські Махаринці Козятинського району отримало назву «Махаринці» і Волосько-Махаринецьку сільську Раду названо Махаринецькою.

## Географія
На південно-східній околиці села бере початок річка Ситна, ліва притока Роставиці.

## Населення та територіальний склад
Населення становить 1844 осіб.
Ділиться на дві частини: Махаринецький ЦЗ і селище Махаринці.
Є центром сільської ради.

### Мова
Розподіл населення за рідною мовою за даними перепису 2001 року:
| Мова       | Кількість | Відсоток |
| ---------- | --------- | -------- |
| українська | 1824      | 98.92%   |
| російська  | 17        | 0.76%    |
| білоруська | 3         | 0.32%    |
| Усього     | 1844      | 100%     |

## Залізничне транспортне сполучення села Махаринці
Залізнична станція Махаринці та зупинковий пункт Плановий.
Приміські дизель-поїзди Козятин — Погребище, Козятин — Погребище — Жашків, Козятин — Погребище — Христинівка.

## Відомі особистості
В поселенні народився:
- Танадайчук Сергій Володимирович (1963—2002) — майстер народної творчості.
- Годлевський Олександр Анатолійович (1998—2022) — старший матрос Військово-Морських сил Збройних Сил України, учасник російсько-української війни, що загинув у ході російського вторгнення в Україну в 2022 році.

## Пам'ятки
В околицях села знаходиться об'єкт природно-заповідного фонду — ландшафтний заказник місцевого значення Капличка.

## Галерея

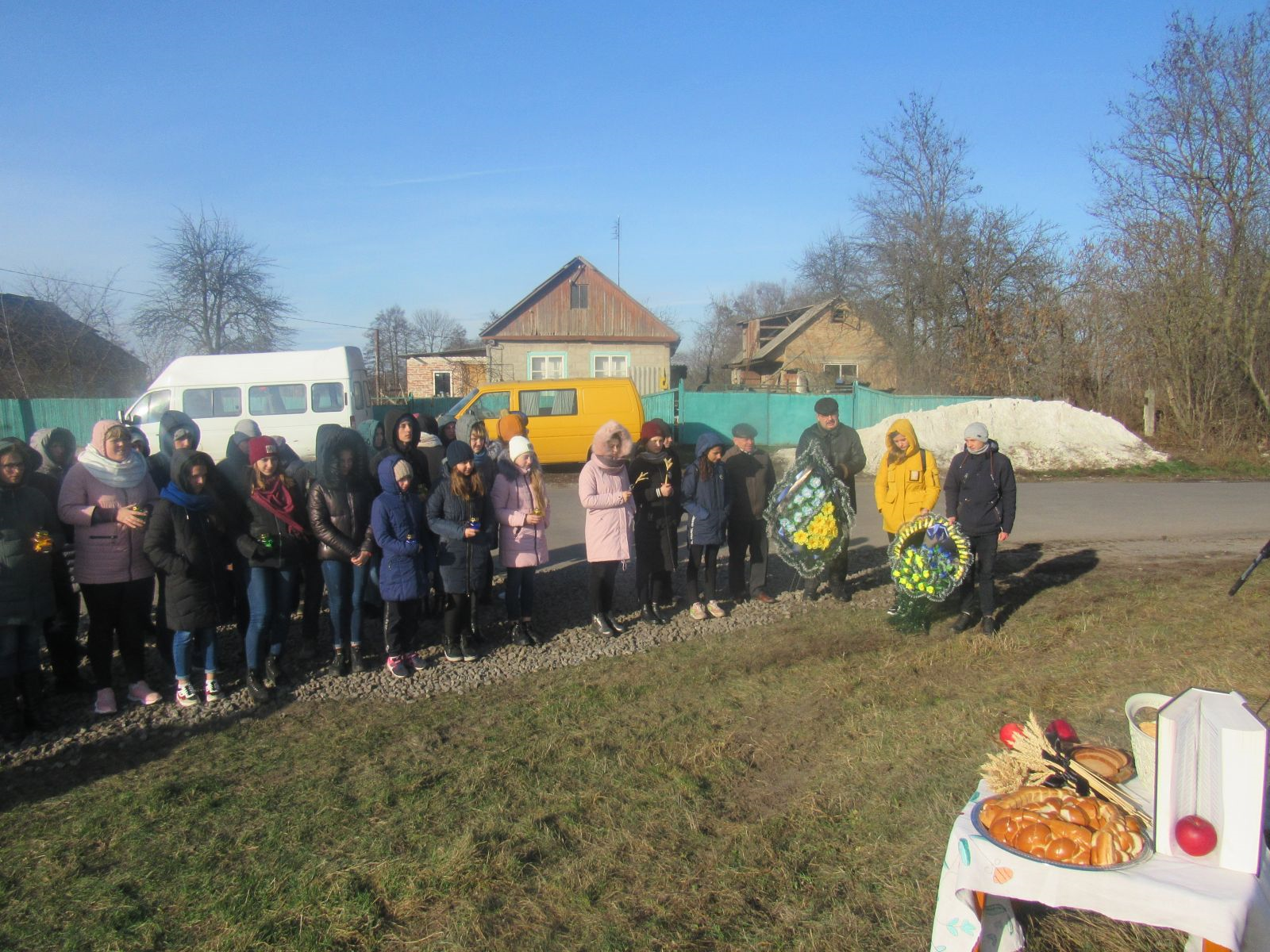
Вшанування жертв Голодомору у Махаринцях, 2019 рік
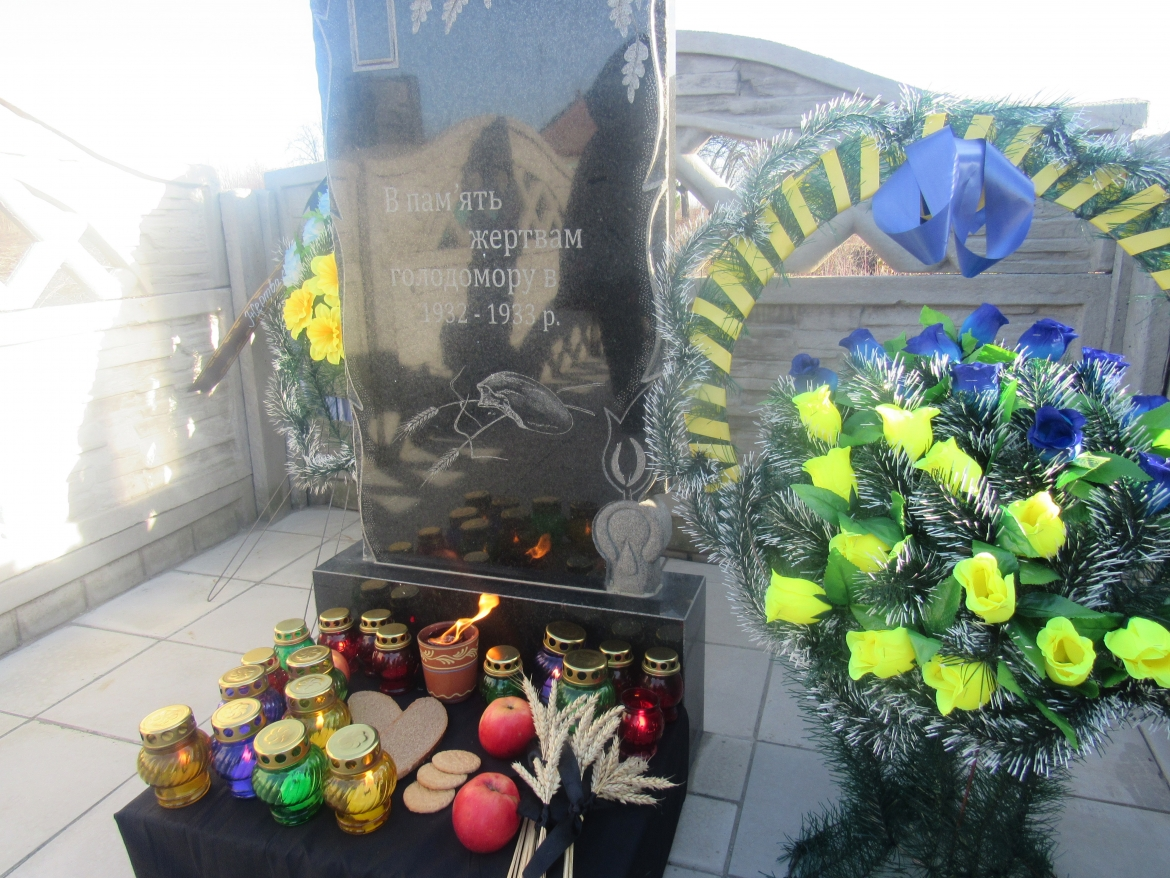
Вшанування жертв Голодомору у Махаринцях, 2019 рік
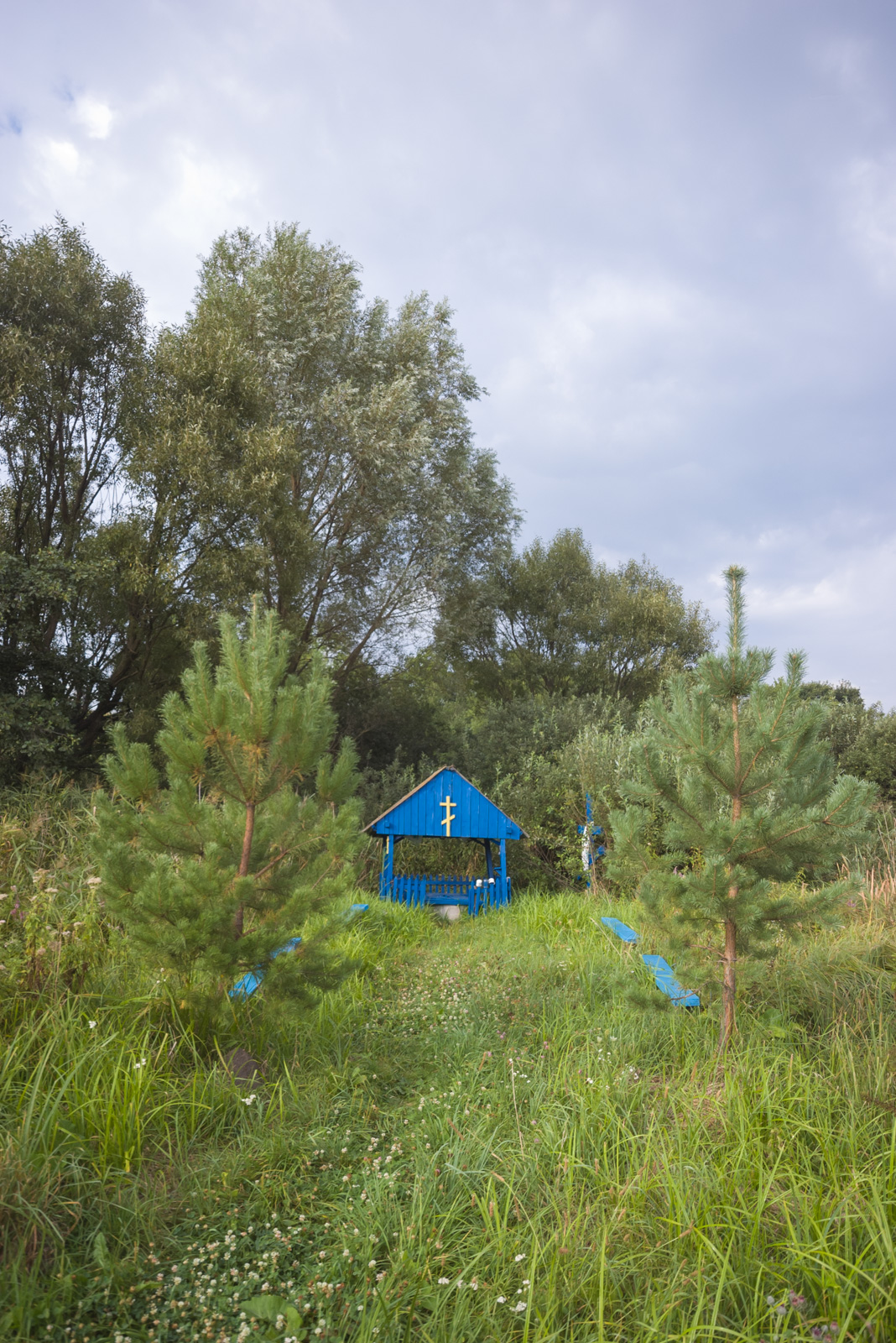
Свята криничка в заказнику Капличка
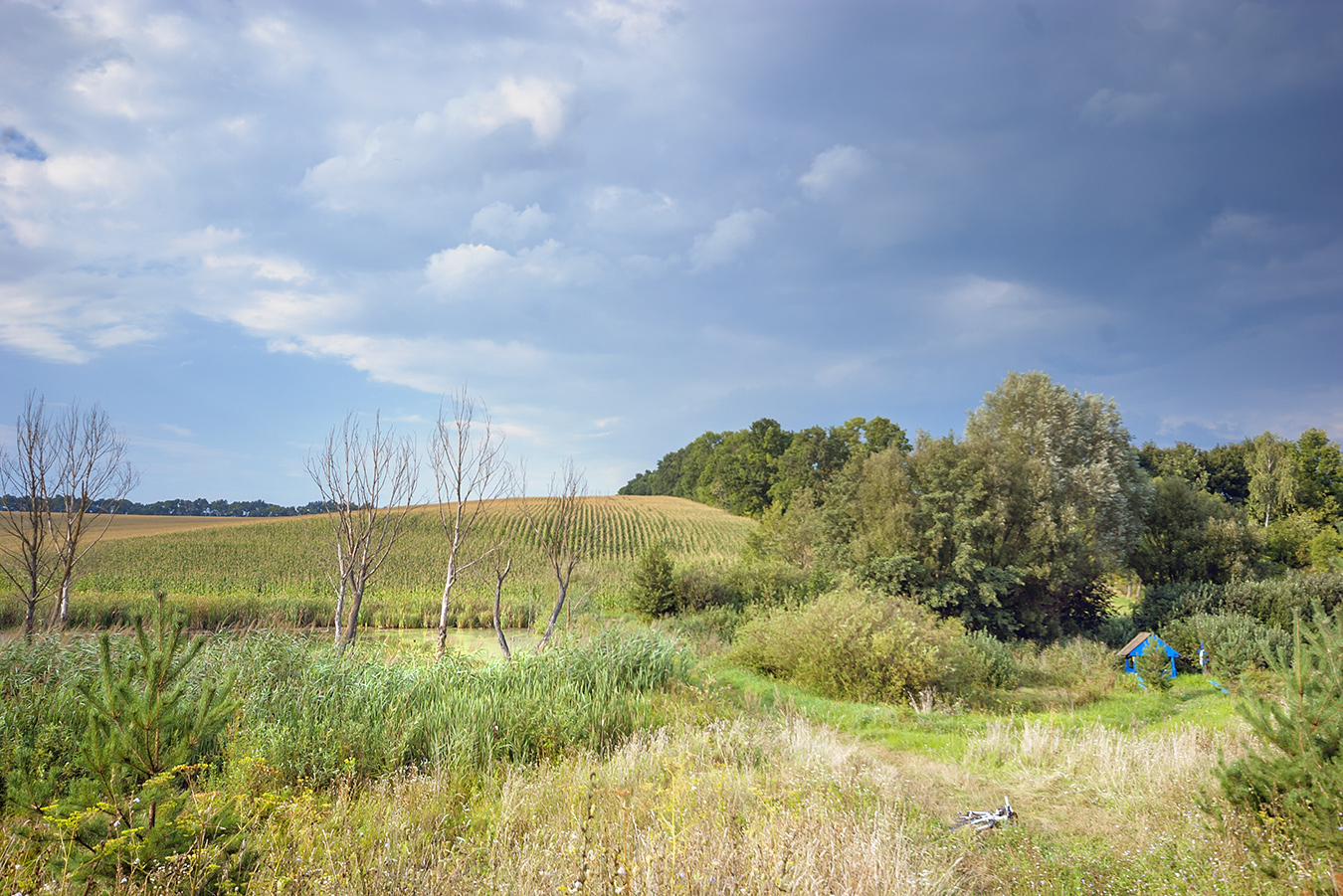
Багатюще різнотрав`я у святого джерела край села, в ур.Капличка
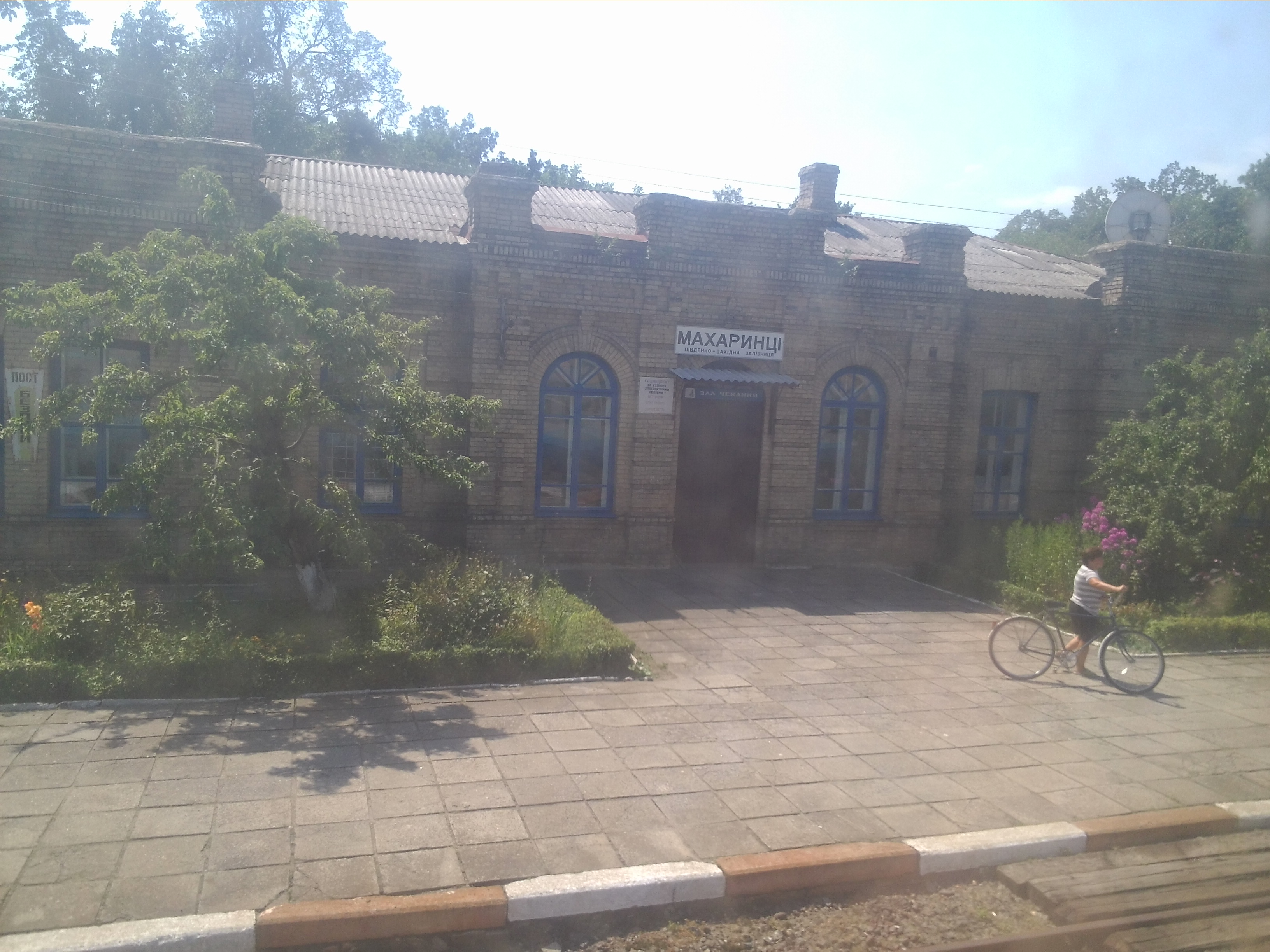
Залізнична станція Махаринці
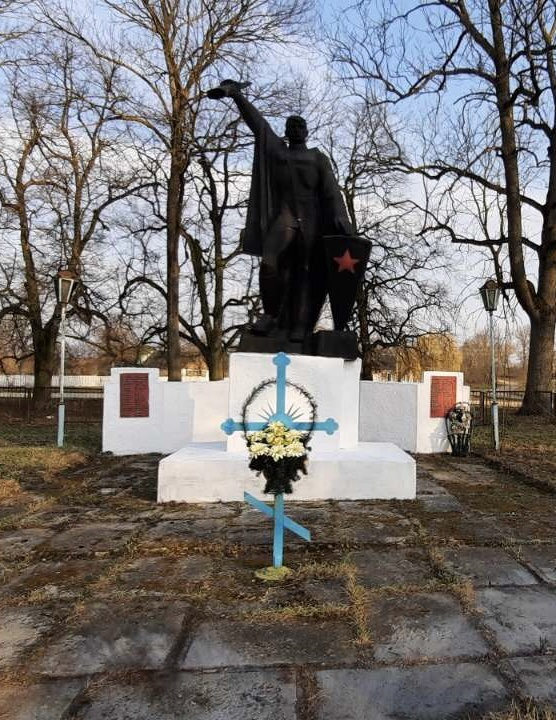
Пам'ятний знак на честь воїнів-односельчан в с. Махаринці